# Список чемпионов NXT
Чемпионат NXT (англ. NXT Championship) — Чемпионский титул в профессиональном реслинге, созданный и продвигаемый американским рестлинг-промоушеном World Wrestling Entertainment (WWE),, на бренде развития NXT Защита титула происходит исключительно на шоу NXT и специальных Pay-per-view шоу NXT TakeOver. Чемпионат был впервые представлен 1 июля 2012 года на очередном эпизоде NXT, когда комиссар NXT Дасти Роудс объявил о турнире Gold Rush. В турнире приняли участия четыре рестлера c бренда развития NXT и четыре рестлера из основного ростера WWE, готовых соревноваться за то, чтобы стать чемпионом. Турнир состоял из матчей на выбывания, а победитель становился первым чемпионом NXT. Сет Роллинс стал первым чемпионом NXT победив Джиндера Махала в финале турнира 26 июля 2012 года. Брон Брейккер является действующим чемпионом, держа титул в первый раз. Он победил Томмасо Чиампу на новогоднем выпуске NXT: NXT: New Year's Evil (2022) от 14 сентября 2021 года, в матче один на один.
- См. также Турнир за титул Чемпиона NXT

Чемпионат оспаривается в профессиональных матчах рестлинга, в которых участники отыгрывают тот или иной сценарии, включая сценарии положительного персонажа — Face-а и отрицательного Heel-а.. Некоторые чемпионства завоёвывались рестлерами используя сценический псевдоним, в то время как другие использовали свое настоящее имя.
За всё время поясом владело 19 чемпионов, а всего смен владельца было 25 раза, три раза титул становился вакантным. Один чемпион за историю чемпионата держал титул непрерывного в течение одного года (365 дней) или более: Адам Коул. Самоа Джо имеет в активе 3 титула. Адам Коул — держит самое продолжительное единовременное чемпионство в 396 дней, самое продолжительное комбинированное чемпионство у Финна Балора в 504 дня. Первое чемпионство Карриона Кросса является самым коротким 4 дня. Самоа Джо был самым возрастным чемпионом, выигравший титул в возрасте 42 лет. Самым же молодым был Бо Даллас, он выиграла свой титул в возрасте 22 лет.

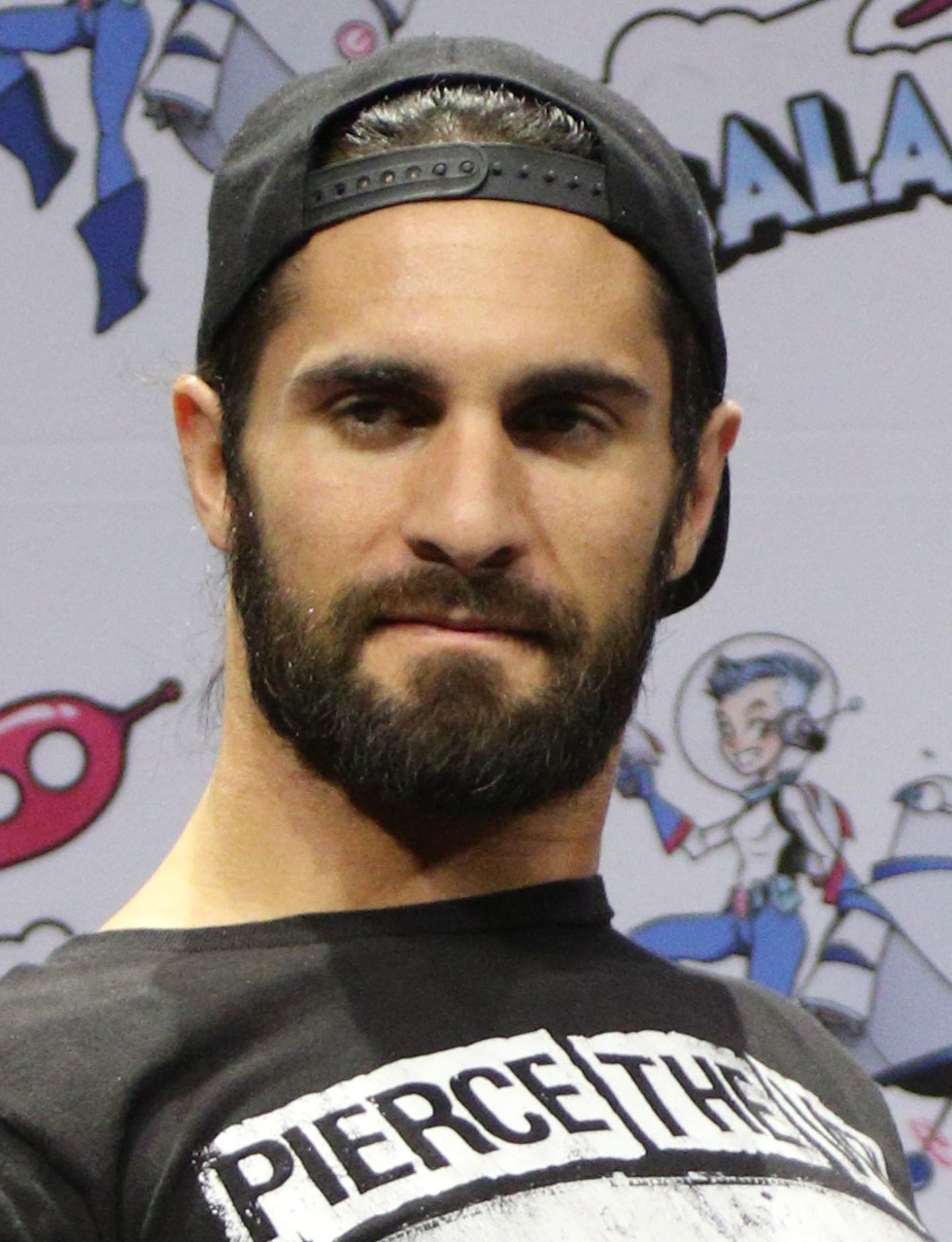
Первый чемпион, победитель турнира Gold Rush,
Сет Роллинс

## История титула

### Действующий Чемпион NXT
На 18 июля 2025 года действующий чемпион — Брон Брейккер который держит титул чемпиона NXT в первый раз.

### Список чемпионов
По состоянию на 18 июля 2025 года титулом владело двенадцать чемпионов и три раза его делали вакантным.

#### Чемпионы 2010—2019 годов
| №  | Рестлер              | Фото | Дата                 | Статистика | Статистика | Статистика | Город                       | Шоу                        | Примечания | Ссылки            |
| №  | Рестлер              | Фото | Дата                 | К.Ч.       | Дней       | WWE        | Город                       | Шоу                        | Примечания | Ссылки            |
| -- | -------------------- | ---- | -------------------- | ---------- | ---------- | ---------- | --------------------------- | -------------------------- | --- | ----------------- |
| 1  | Сет Роллинс          |      | 26 июля 2012 года    | 1          | 133        | 133        | Уинтер-Парк, Флорида, США   | NXT                        | Победил Джиндера Махала в финале турнира и стал первым чемпионом. Трансляция состоялась 29 августа 2012 года.                | [ 7 ] [ Прим. 1 ] |
| 2  | Биг И Лэнгстон       |      | 6 декабря 2012 года  | 1          | 168        | 153        | Уинтер-Парк, Флорида, США   | NXT                        | Поединок без дисквалификаций. Трансляция состоялась 9 января 2013 года.                                                      | [ 18 ]            |
| 3  | Бо Даллас            |      | 23 мая 2013 года     | 1          | 280        | 260        | Уинтер-Парк, Флорида, США   | NXT                        | Трансляция состоялась 12 июня 2013 года.                                                                                     | [ 19 ]            |
| 4  | Эдриан Невилл        |      | 27 февраля 2014 года | 1          | 287        | 286        | Уинтер-Парк, Флорида, США   | NXT Arrival                | Поединок с лестницами. | [ 22 ]            |
| 5  | Сэми Зейн            |      | 11 декабря 2014 года | 1          | 62         | 62         | Уинтер-Парк, Флорида, США   | NXT TakeOver: R Evolution  | Поединок «Титул против карьеры». По условию поединка, если Сэми Зейн проиграет, он покидает NXT.                             | [ 25 ]            |
| 6  | Кевин Оуэнс          |      | 11 февраля 2015 года | 1          | 143        | 142        | Уинтер-Парк, Флорида, США   | NXT TakeOver: Rival        | Оуэнс выиграл, когда судья решил, что Сэми Зейн был не в состоянии продолжать поединок.                                      | [ 28 ]            |
| 7  | Финн Балор           |      | 4 июля 2015 года     | 1          | 292        | 292        | Токио, Канто Япония         | Зверь на Востоке           | Поединок один на один. | [ 30 ]            |
| 8  | Самоа Джо            |      | 21 апреля 2016 года  | 1          | 121        | 121        | Лоуэлл, Массачусетс, США    | House show                 | Поединок один на один. | [ 31 ]            |
| 9  | Шинске Накамура      |      | 20 августа 2016 года | 1          | 91         | 91         | Бруклин, Нью-Йорк, США      | NXT TakeOver: Бруклин II   | Поединок один на один. | [ 34 ]            |
| 10 | Самоа Джо            |      | 19 ноября 2016 года  | 2          | 14         | 13         | Торонто, Онтарио, Канада    | NXT TakeOver: Торонто      | Поединок один на один. | [ 36 ]            |
| 11 | Шинске Накамура      |      | 3 декабря 2016 года  | 2          | 56         | 56         | Осака, Кансай, Япония       | NXT                        | Отредактированная версия этого поединка вышла в эфир 7 декабря 2016 года. Полный поединок вышел в эфир 28 декабря 2016 года. | [ 37 ]            |
| 12 | Бобби Руд            |      | 28 января 2017 года  | 1          | 203        | 202        | Сан-Антонио, Техас, США     | NXT TakeOver: Сан-Антонио  | Поединок один на один. | [ 40 ]            |
| 13 | Дрю Макинтайр        |      | 19 августа 2017 года | 1          | 91         | 91         | Бруклин, Нью-Йорк, США      | NXT TakeOver: Бруклин III  | Поединок один на один. | [ 43 ]            |
| 14 | Андраде «Сьен» Алмас |      | 18 ноября 2017 года  | 1          | 140        | 139        | Хьюстон, Техас, США         | NXT TakeOver: WarGames     | Поединок один на один. | [ 46 ]            |
| 15 | Алистер Блэк         |      | 7 апреля 2018 года   | 1          | 102        | 108        | Новый Орлеан, Луизиана, США | NXT TakeOver: Новый Орлеан | Поединок один на один. | [ 49 ]            |
| 16 | Томмасо Чиампа       |      | 18 июля 2018 года    | 1          | 238        | 237        | Уинтер-Парк, Флорида, США   | NXT                        | Поединок один на один. Трансляция состоялась 25 июля 2018 года.                                                              | [ 50 ]            |
| —  | Титул вакантен       |      | 13 марта 2019 года   | —          | —          | —          | Уинтер-Парк, Флорида, США   | NXT                        | Титул стал вакантным из-за травмы Чиампы. Трансляция состоялась 20 марта 2019 года.                                          | [ 51 ] [ 52 ]     |
| 17 | Джонни Гаргано       |      | 5 апреля 2019 года   | 1          | 57         | 56         | Нью-Йорк, Нью-Йорк, США     | NXT TakeOver: Нью-Йорк     | Победил Адама Коула в матче за вакантный титул. Поединок по правилам две победы из трёх.                                     | [ 55 ]            |
| 18 | Адам Коул            |      | 1 июня 2019 года     | 1          | 396        | 403        | Бриджпорт, Коннектикут, США | NXT TakeOver: XXV          | Поединок один на один. | [ 57 ]            |

#### Чемпионы с 2020—пон.в.
| №  | Рестлер        | Фото | Дата                  | Статистика | Статистика | Статистика | Город                     | Шоу                                  | Примечания                                                                                           | Ссылки |
| №  | Рестлер        | Фото | Дата                  | К.Ч.       | Дней       | WWE        | Город                     | Шоу                                  | Примечания                                                                                           | Ссылки |
| -- | -------------- | ---- | --------------------- | ---------- | ---------- | ---------- | ------------------------- | ------------------------------------ | --- | ------ |
| 19 | Кит Ли         |      | 1 июля 2020 года      | 1          | 52         | 44         | Уинтер-Парк, Флорида, США | NXT Great American Bash              | Матч чемпион против чемпиона, победитель забирает всё. Трансляция состоялась 8 июля 2020 года.       | [ 60 ] |
| 20 | Каррион Кросс  |      | 22 августа 2020 года  | 1          | 4          | 3          | Уинтер-Парк, Флорида, США | NXT TakeOver: XXX                    | Поединок один на один. Карриона Кросса сопровождала Скарлетт.                                        | [ 63 ] |
| —  | Титул вакантен |      | 26 августа 2020 года  | —          | —          | —          | Уинтер-Парк, Флорида, США | NXT                                  | Титул стал вакантным из-за травмы Карриона Кросса.                                                   | [ 64 ] |
| 21 | Финн Балор     |      | 8 сентября 2020 года  | 2          | 212        | 212        | Уинтер-Парк, Флорида, США | NXT: Супер Вторник II                | Поединок один на один.                                                                               | [ 65 ] |
| 22 | Каррион Кросс  |      | 8 апреля 2021 года    | 2          | 136        | 136        | Орландо, Флорида, США     | NXT TakeOver: Stand & Deliver 2 ночь | Поединок один на один. Карриона Кросса сопровождала Скарлетт.                                        | [ 67 ] |
| 23 | Самоа Джо      |      | 22 августа 2021 года  | 3          | 21         | 20         | Орландо, Флорида, США     | NXT TakeOver 36                      | Поединок один на один.                                                                               | [ 69 ] |
| —  | Титул вакантен |      | 12 сентября 2021 года | —          | —          | —          | —                         | —                                    | Титул стал вакантным из-за травмы Самоа Джо                                                          | [ 70 ] |
| 24 | Томмасо Чиампа |      | 14 сентября 2021 года | 2          | 112        | 111        | Орландо, Флорида, США     | NXT 2.0                              | «Фатальный четырёхсторонний поединок» с участием Томмасы Чиампа, Пита Данна, ЛА Найта и Вон Вагнера. | [ 71 ] |
| 25 | Брон Брейккер  |      | 4 января 2022 года    | 1          | 1291+      | 1291+      | Орландо, Флорида, США     | NXT: New Year's Evil (2022)          | Поединок один на один.                                                                               | [ 12 ] |

### По количеству дней владения титулом

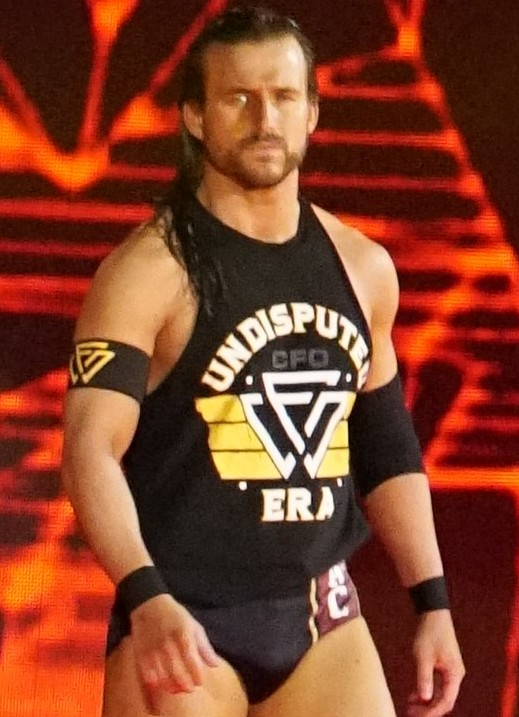
Адам Коул, самый длительный единовременный чемпион.

| Символ | Значение            |
| ------ | ------------------- |
| X+     | Действующий чемпион |

На июль 2025 года
| №  | Рестлер              | Чемпионских титулов | Количество дней владения титулом | Количество дней владения титулом |
| №  | Рестлер              | Чемпионских титулов | C даты завоевания                | Признанные федерацией            |
| -- | -------------------- | ------------------- | -------------------------------- | -------------------------------- |
| 1  | Финн Балор           | 2                   | 504                              | 504                              |
| 2  | Адам Коул            | 1                   | 396                              | 403                              |
| 3  | Томмасо Чиампа       | 2                   | 350                              | 248                              |
| 4  | Эдриан Невилл        | 1                   | 287                              | 286                              |
| 5  | Бо Даллас            | 1                   | 280                              | 260                              |
| 6  | Бобби Руд            | 1                   | 203                              | 202                              |
| 7  | Биг И Лэнгстон       | 1                   | 168                              | 153                              |
| 8  | Самоа Джо            | 3                   | 156                              | 154                              |
| 9  | Шинске Накамура      | 2                   | 147                              | 147                              |
| 10 | Кевин Оуэнс          | 1                   | 143                              | 142                              |
| 11 | Каррион Кросс        | 2                   | 140                              | 139                              |
| 11 | Андраде «Сьен» Алмас | 1                   | 140                              | 139                              |
| 13 | Сет Роллинс          | 1                   | 133                              | 133                              |
| 14 | Алистер Блэк         | 1                   | 102                              | 108                              |
| 15 | Дрю МакИнтайр        | 1                   | 91                               | 91                               |
| 16 | Сэми Зейн            | 1                   | 62                               | 62                               |
| 17 | Джонни Гаргано       | 1                   | 57                               | 56                               |
| 18 | Кит Ли               | 1                   | 52                               | 44                               |
| 18 | Брон Брейккер        | 1                   | 1291+                            | 1291+                            |

### Комментарии
1. ↑  Архивная копия от 12 июня 2018 на Wayback Machine История титула на официальном сайте WWE
2. ↑  403 дня как признано WWE
3. ↑  3 дня как признано WWE

1. ↑  Таблица турнира за титул Чемпиона NXT